# Monument au comte de Chambord
 (juillet 2020).
Si vous disposez d'ouvrages ou d'articles de référence ou si vous connaissez des sites web de qualité traitant du thème abordé ici, merci de compléter l'article en donnant les références utiles à sa vérifiabilité et en les liant à la section « Notes et références ».
Le monument au comte de Chambord est une sculpture monumentale érigée à Sainte-Anne-d'Auray, dans le Morbihan (France). Élevé en 1891, il est dédié à la mémoire d'Henri d'Artois, prétendant à la couronne de France.

## Localisation
Le monument est situé juste en face à la basilique Sainte-Anne d'Auray, à environ 700 mètres à l'ouest de celle-ci, dans une perspective remarquable mais peu soulignée.

## Histoire
Lors de la tentative de Restauration d'Henri V, un pèlerinage est organisé par les royalistes bretons et de l'Ouest de la France à Sainte-Anne-d'Auray afin d'y prier pour le retour du roi sur le trône. Le choix de ce site se comprend du fait d'un conservatisme marqué dans le département du Morbihan, où le clergé (haut et bas) presque unanimement et la majorité des élus sont alors d'obédience légitimiste, dont les députés et sénateurs : MM. le duc de Rohan, le marquis de l'Estourbeillon, le comte de Mun, le comte de la Villeboisnet, le comte de La Monneraye, du Bodan, de Lamarzelle… Les prêches en chaire répètent inlassablement la nécessité du rétablissement de la monarchie et du « vrai roi ». Le pèlerinage à sainte Anne, autour du 26 juillet, est aussi l'un des principaux en Bretagne, comme en France, et les infrastructures locales bien adaptées à l'organisation d'un tel rassemblement et à l'hébergement de foules de toutes origines sociales.  
Les premières manifestations d'Henriquinquistes, comme les appellent leurs détracteurs, sont d'abord des messes, dites à 11 h, durant la fête de saint Michel, qui se trouve être aussi la date de l'anniversaire de naissance du candidat au trône. À la suite de la messe des châtelains, les légitimistes se retrouvent dans la remise de l'hôtel du Lion d'or, où la plupart sont hébergés. Rapidement, l'orientation politique prévaut et le 29 septembre devient un pèlerinage royaliste populaire, rassemblant d'importantes foules à partir de 1875. On y bâtit alors une grande bâtisse de planches pour abriter les réunions.  
Ce pèlerinage se maintient tous les ans le 29 septembre jusqu'à la mort du comte de Chambord en 1883, après quoi il reflue et la baraque est démolie. Pour le relancer, une souscription est lancée afin d'acquérir un terrain et d'y ériger un monument à Henri V. Le 20 février 1889, une société civile, dénommée « société de Saint-Henri », est créée à l'initiative d'Athanase de Charette et quelques amis châtelains avec pour but « l’érection et l’entretien d’un monument commémoratif de Monsieur le Comte de Chambord ». Elle achète le terrain destiné au monument et commande à l'architecte Lequeux, en 1888, un projet qui ne séduit finalement pas. Le comité fait alors appel à un architecte de renom, le bâtisseur de la basilique voisine vingt ans plus tôt, Édouard Deperthes. Il dessine le monument actuel, exécuté par M. Kergoustin à partir de 1891, tandis que les cinq statues sont réalisées par Alfred Caravanniez et fondues en fonte par Ferdinand Barbedienne pour 70 000 francs, somme considérable pour un monument privé. Un mur et une grille sont installés en 1897, mais le jardin initialement prévu est ajourné faute de financement suffisant. 
Le pèlerinage connaît des hauts et des bas, liés aux événements politiques. Les légitimistes qui soutenaient l'aîné des Capétien, le prince espagnol don Carlos veulent alors relancer le pèlerinage. Deux châtelaines des environs y mènent quelques fermiers, bien que ceux-ci n'aient jamais entendu parler de ce prétendant. La manifestation ayant un caractère ouvertement politique et la République s'étant mieux établie, la messe leur est refusée cette fois-là.[Quand ?] Par la suite, les messes peuvent être célébrées à la condition d'être apolitiques.
Lors du pèlerinage, consigne est donnée aux gendarmes de réprimer les manifestations antirépublicaines (chants, discours, port d'insignes litigieux…). Les monarchistes les contournent en arborant des colifichets au chiffre VHV, pour « Vive Henri V », des rubans brodés de fleurs de lis ou des médailles au profil du roi, mais avec une légende neutre n'en comportant pas le titre. Les chants interdits sont quand même déclamés sous le prétexte d'être religieux.
Le pèlerinage annuel s'étiole après la Première Guerre mondiale, de même que les élus nobles et monarchistes se raréfient au profit d'élus républicains. Il est relancé avec succès par l'Action française, puis interdit en 1928. Durant l'Occupation (de juin 1940 à septembre 1944), ni les Allemands pourtant gourmands de métal, ni les autorités vichyssoises ne le démontent. Le monument n'a pas non plus eu à souffrir des bombardements aériens anglo-américains, ni des duels d'artillerie de la poche de Lorient.
Une tentative de relance du pèlerinage échoue en 1950, avant une dernière tentative en 1983 à l'initiative de l'Union des cercles légitimistes de France. Deux petits cortèges se forment parfois, chacun suivant sa chapelle - celle du candidat légitimiste (le duc d'Anjou) ou de l'orléaniste (le comte de Paris). Les bonapartistes manquent à ce tableau, mais pas sur les vitraux de la basilique (bas-côté nord) où la famille royale côtoie à une chapelle près celle de Napoléon III.
En 2012, le monument est restauré, le mur de clôture remonté par endroits et le jardin finalement réalisé.
Le 31 mai 2015, le prince Louis de Bourbon, duc d'Anjou, et son épouse la princesse Marie-Marguerite s'y rendent lors d'une cérémonie organisée en leur hommage, à l'occasion de leur visite officielle dans le Morbihan.
Le monument au comte de Chambord, avec l'ensemble de sa statuaire en bronze, ses murs, sa grille et le sol d'assiette de son jardin, est inscrit au titre des monuments historiques par arrêté du 20 décembre 2019,.
Selon Le Télégramme, quotidien qui couvre la région Bretagne, les membres de l'Alliance des cœurs unis, association de groupes de prière catholiques fondée en 2014, viennent se prosterner devant le monument ce que conteste dans son droit de réponse l'Alliance des cœurs unis, alléguant qu'il s'agit d'« un autre groupe ».

## Description

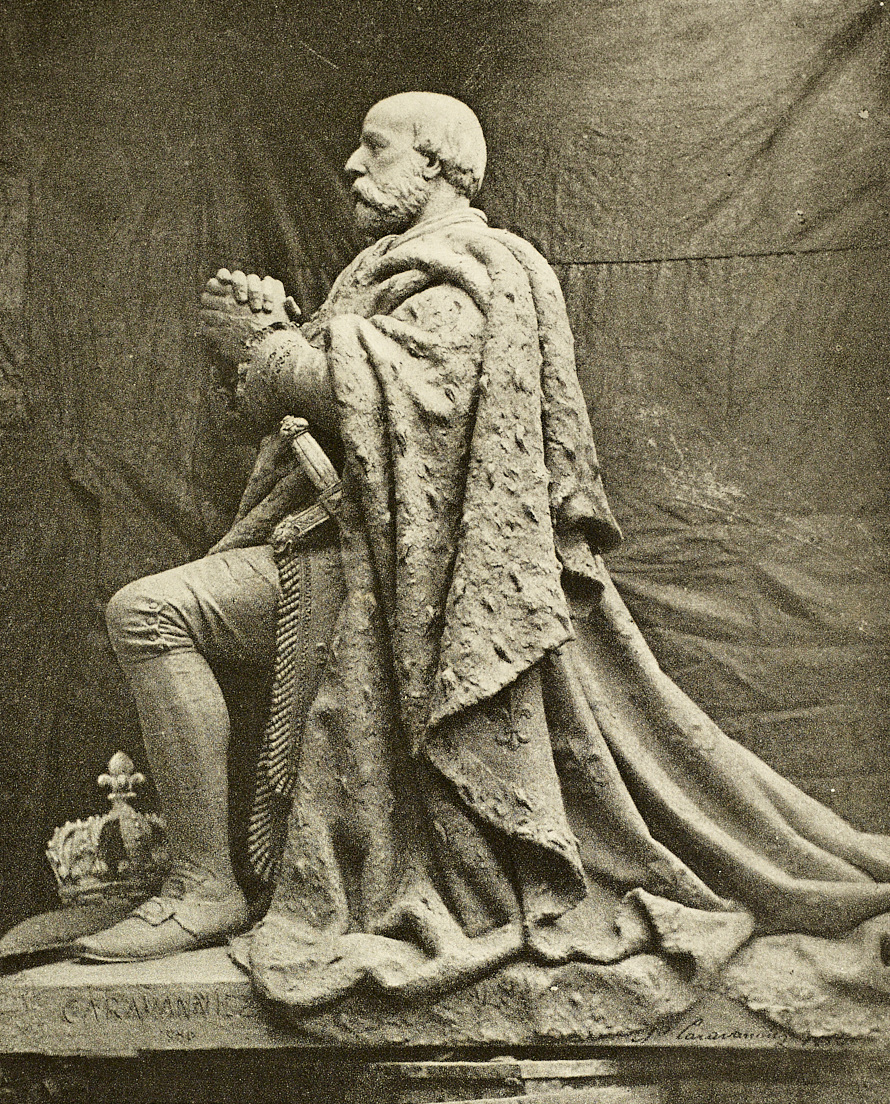
Statue du comte de Chambord par Alfred Caravanniez.

Composition pyramidale dans le goût pompier de la fin du XIXe siècle, le monument est formé d'un haut piédestal sommé d'une statue principale et flanqué de 4 autres statues, dans un jardin clos. 
Le piédestal de granit clair comporte trois étages : les trois degrés sur lequel il est posé, les soubassements des 4 statues flanquantes et celui de la statue sommitale. Celui-ci est orné à l'est des armoiries du royaume de France.
Au sommet, la statue représente le comte de Chambord, ou plutôt du roi Henri V, agenouillé, tête nue, en tenue de sacre avec manteau fleurdelisé, colliers de Saint-Michel et du Saint-Esprit, épée Joyeuse au côté, les mains serrées comme pour une prière ardente. À sa droite, la couronne royale est posée sur un coussin. 
Sur les côtés du piédestal, sous l'image du roi se trouvent quatre statues en pied symbolisant la fidélité à la monarchie (confondue avec l'État) et sa défense, ainsi que la bravoure, la vaillance, le sacrifice : Jeanne d'Arc sur le devant, sainte Geneviève à l'arrière, le chevalier Bayard à gauche et le connétable Du Guesclin à droite. Émule du courant historiciste prisé de ses commanditaires, Alfred Caravanniez figure dans le détail l'équipement, les vêtements supposés et l'attitude convenue de ces personnages médiévaux déjà abondamment représentés dans la statuaire, la peinture, comme dans les manuels scolaires. Il pose sur son Du Guesclin une tête ronde qui ressemble à celle du sénateur légitimiste léonard Fañch Soubigou, dont il avait déjà exécuté le buste en 1883 et qui faisait sensation au Sénat en siégeant en costume breton.